# Bleidach

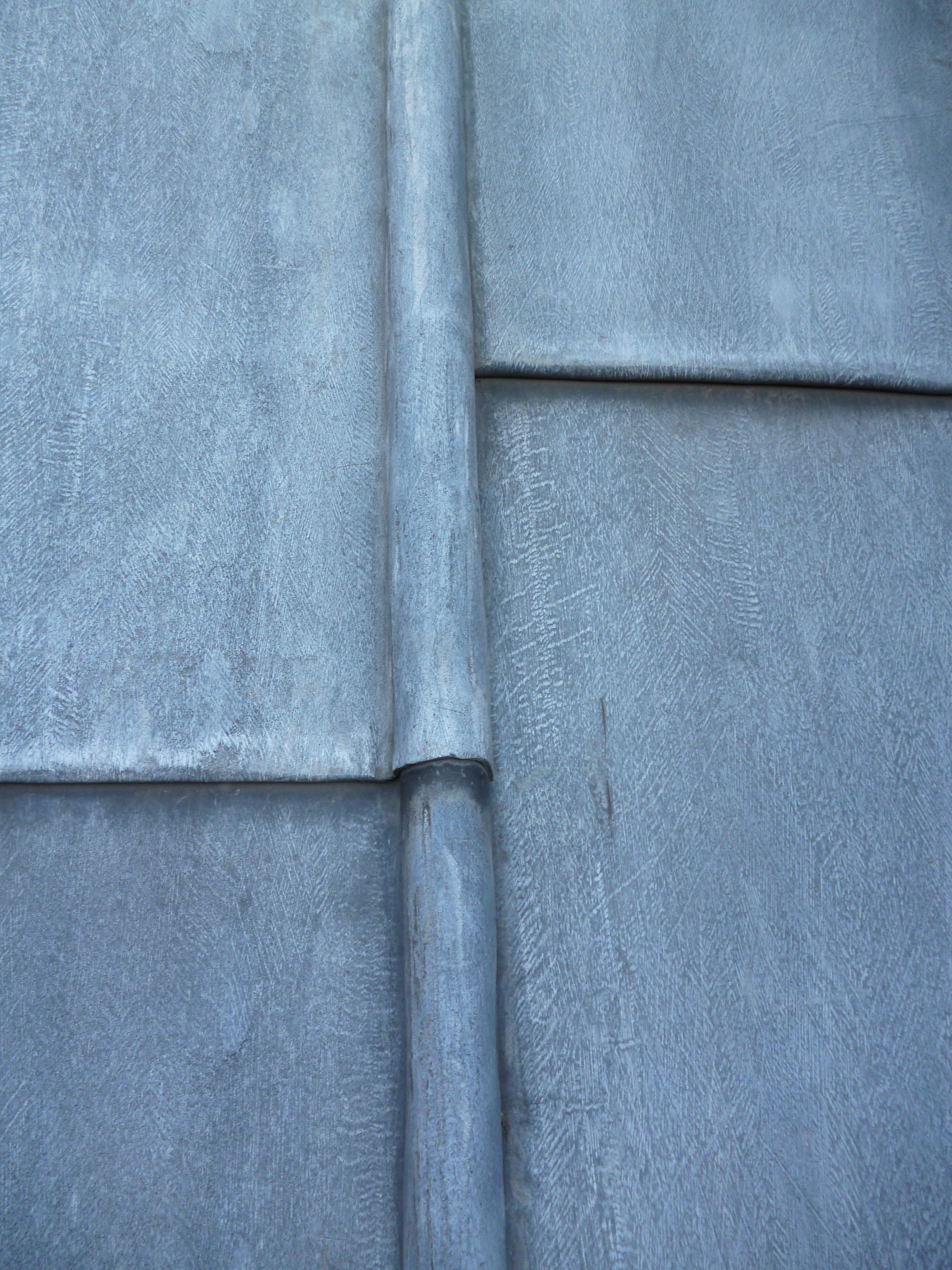
Teilansicht des Bleidaches auf dem Kölner Dom

Ein Bleidach ist eine Dachkonstruktion mit einer Dachhaut aus Blei.

## Technisches
Blei bildet eine Patina und ist daher gegen Korrosion geschützt.
Da Blei bereits bei niedriger Temperatur (327 °C) schmilzt und als Blech sehr geschmeidig ist, eignet es sich sehr zu einer Verarbeitung mit einfachen Mitteln. Insbesondere kann durch Falzen und Löten die Dachhaut auch bei komplizierteren Formgebungen sehr gut abgedichtet werden. 
Nachteilig ist das hohe Gewicht und die Wärmedehnung, die bei der Konstruktion z. B. durch kurze,  gefalzte Bahnen berücksichtigt werden muss, damit sich das Dach nicht wirft. Auch kriecht Blei unter seinem eigenen Gewicht, weshalb die Befestigung am Dachstuhl geeignet ausgeführt werden muss. Je nach Größe des Daches ist mit einem erheblichen Materialbedarf zu rechnen. Für Bleidächer polnischer Kirchen des 16. Jahrhunderts wurde ein Metallverbrauch von 17 bis 35 Tonnen Blei geschätzt.

## Geschichte
Bleidächer werden bereits in Schriftquellen des Mittelalters erwähnt. Gregor von Tours erwähnt ein Bleidach eines heidnischen Heiligtums (Geschichte der Franken I 32). 
In England sind die Dächer alter Kirchen überwiegend mit Blei gedeckt. Dies führte 2007, als die Bleipreise (2002: 500 Dollar) auf 3000 Dollar/Tonne stiegen, dazu, dass 2.300 Schadensmeldungen wegen Bleidiebstählen allein beim größten Versicherer Ecclesiastical Insurance eingingen.
Zu den bekannten Bauwerken, die wenigstens zeitweise Bleidächer hatten, gehören der Aachener Dom, der Kölner Dom, die Kathedrale von Saint-Denis bei Paris und der Felsendom in Jerusalem. Das Bleidach der Kathedrale Notre-Dame de Paris wurde beim Brand von Notre-Dame in Paris 2019 zerstört. Mit dem Neuaufbau bis 2024 wurde die Kathedrale neuerlich mit einem Blechdach eingedeckt.
Die als Gefängnis genutzten Bleikammern im Dogenpalast in Venedig erhielten ihren Namen nach der früheren Bleieindeckung, unter der sie lagen.

## Kölner Dom
Die Dachflächen des Kölner Doms nehmen über 12.000 m² ein. Sie sind mit großformatigen Bleiplatten mit einer Dicke von 3 mm gedeckt. Das Gewicht der Bleiplatten liegt bei rund 600 Tonnen.